# Wawel (trein)

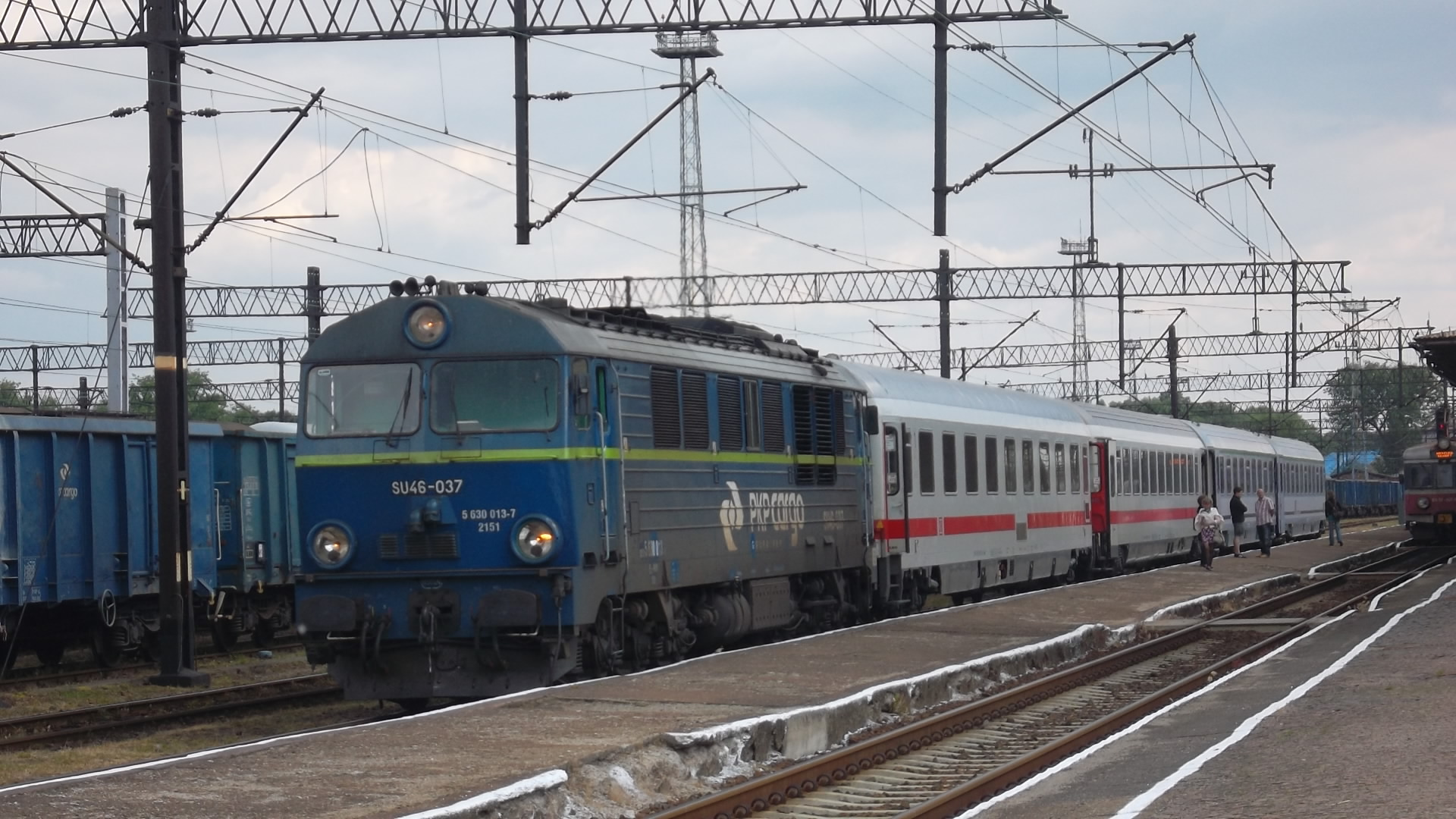
Op het traject Wawel

De Wawel is een Europese internationale trein tussen Polen en Duitsland en is genoemd naar de Wawel, de heuvel in Krakau waarop zich de kathedraal en het koninklijk paleis bevinden.

## Intercity
De Poolse spoorwegen (PKP) introduceerden de Wawel op de route Zielona Góra - Rzepin - Berlijn als IC 42/43. Op 10 juni 2000 volgde een wijziging en verlenging van het traject in Krakau - Forst - Berlijn - Hamburg.

## EuroCity

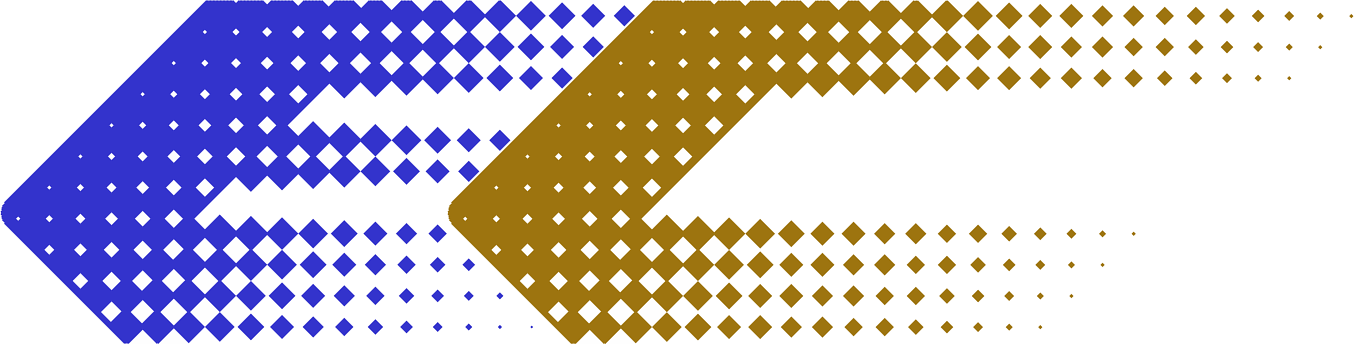
Eurocity logo

Op 10 december 2006 werd de Wawel opgewaardeerd tot EuroCity en was daarmee de vijfde EC-verbinding tussen Polen en Duitsland. De route bleef hetzelfde als die van de InterCity, de treinnummers wijzigden wel: EC 248 voor de trein van Krakau naar Hamburg en EC 249 voor de trein van Hamburg naar Krakau.

### Route en dienstregeling
| EC 248 | land      | station          | km  | EC 249 |
| ------ | --------- | ---------------- | --- | ------ |
| 08:30  | Polen     | Kraków Główny    | 0   | 19:15  |
| 09:49  | Polen     | Katowice         | 78  | 17:52  |
|        | Polen     | Zabrze           |     |        |
|        | Polen     | Gliwice          | 106 |        |
|        | Polen     | Kędzierzyn-Koźle |     |        |
|        | Polen     | Opole            | 186 |        |
| 12:23  | Polen     | Wrocław Główny   | 268 | 15:21  |
| 13:44  | Polen     | Legnica          | 334 | 14:01  |
|        | Polen     | Zagan            | 408 |        |
|        | Polen     | Zary             | 421 |        |
|        | Duitsland | Forst            | 456 |        |
| 16:32  | Duitsland | Cottbus          | 486 | 11:15  |
| 18:14  | Duitsland | Berlin Hbf       | 611 | 09:41  |
|        | Duitsland | Berlin-Spandau   | 627 |        |
|        | Duitsland | Stendal          | 719 |        |
|        | Duitsland | Salzwedel        | 777 |        |
|        | Duitsland | Uelzen           | 828 |        |
|        | Duitsland | Lüneburg         | 864 |        |
|        | Duitsland | Hamburg-Harburg  | 908 |        |
| 21:07  | Duitsland | Hamburg Hbf      | 913 | 07:05  |
|        | Duitsland | Hamburg-Dammtor  | 915 |        |
|        | Duitsland | Hamburg-Altona   | 920 |        |